# Последний из лучших
«Последний из лучших» (англ. The Last of the Finest / Blue Heat, варианты переводов: Последний из достойнейших, Последний из могикан / Синяя жара, Голубой полицейский мундир) — остросюжетная драма 1990 года. 

## Сюжет
Элитную группу из четырёх наркополицейских из полиции Лос-Анджелеса увольняют за чрезмерно рьяное отношение к службе. Выясняется, что кто-то из вышестоящих чинов сам имеет отношение к обороту наркотиков. Бывшие полицейские начинают борьбу против наркооборота, однако этот путь будет очень трудным.

## В ролях
- Брайан Деннехи — Фрэнк Дэли
- Джо Пантолиано — Уэйн Кросс
- Джефф Фэйи — Рикки Родригес
- Билл Пэкстон — Ховард Джонс
- Майкл С. Гвин[англ.] — Энтони Рис
- Деборра-Ли Фернесс — Линда Дэли
- Лиза Джейн Перски — Хэрриет Гросс
- Мишель Литтл — Анита Джонс
- Патриция Клиппер — Роуз
- Генри Дэрроу — капитан Джо Торрес

## Награды и номинации
- 1990 — MystFest: Номинация на премию в категории «Лучший фильм»